# Jeffrey Hunter
Jeffrey Hunter, pseudonimo di Henry Herman McKinnies Jr. (New Orleans, 25 novembre 1926 – Los Angeles, 27 maggio 1969), è stato un attore statunitense.
È noto in particolare per aver interpretato il ruolo di Gesù nel film Il re dei re e del capitano della USS Enterprise NCC-1701 Christopher Pike, nell'episodio pilota della serie televisiva Star Trek, Lo zoo di Talos.

## Biografia
La famiglia di Hunter si trasferì negli anni trenta da New Orleans nel Wisconsin, dove il giovane Jeffrey frequentò la Whitefish Bay High School di Milwaukee e iniziò a recitare alla radio e in teatri locali. Dopo aver servito nella Marina degli Stati Uniti durante la seconda guerra mondiale, Hunter proseguì gli studi teatrali dal 1946 al 1949 alla Northwestern University. Nel 1950 si trasferì a Los Angeles per frequentare la University of California e, durante una rappresentazione teatrale studentesca del dramma All My Sons, venne scoperto dai talent scout della 20th Century Fox, che lo fece debuttare sul grande schermo nel film drammatico 14ª ora (1951) di Henry Hathaway.
Il contratto con la Fox offrì a Hunter occasioni nei più svariati generi, in particolare in film western di una certa originalità quali Tre ragazzi del Texas (1954) di Henry Levin e La grande sfida (1956) di Robert D. Webb, preparandolo progressivamente al passaggio alla Warner Bros. per il ruolo del mezzosangue Martin Pawley in Sentieri selvaggi (1956) di John Ford, divenuto un classico del genere western. Grazie al suo aspetto attraente Hunter diventò un idolo del pubblico femminile più giovane, ma dimostrò perfetta padronanza del ruolo, tanto da replicare la collaborazione con Ford in due successive occasioni: il dramma politico L'ultimo urrà (1958) e il western I dannati e gli eroi (1960). Interpretò inoltre il ruolo del bandito Frank James ne La vera storia di Jess il bandito (1957) di Nicholas Ray.
Nel 1961 Hunter affrontò il suo impegno più ambizioso nel kolossal religioso Il re dei re (1961), ancora per la regia di Nicholas Ray, in cui interpretò il ruolo di Gesù. La critica non fu benevola e le recensioni misero in serio dubbio le capacità dell'attore, la cui carriera iniziò a vacillare. Dopo un ruolo di rilievo nel kolossal bellico Il giorno più lungo (1962), interpretato con il nome di Jeff Hunter, negli anni sessanta l'attore proseguì la carriera cinematografica in maniera discontinua, accettando ruoli in produzioni minori, girate prevalentemente in Europa, a Hong Kong e in Messico. Sul piccolo schermo co-produsse e interpretò tra il 1963 e il 1964 la serie La legge del Far West, ma durò una sola stagione. L'anno successivo accettò il ruolo del capitano Christopher Pike ne Lo zoo di Talos (1965), primo dei due episodi pilota della serie televisiva Star Trek, creata da Gene Roddenberry e che avrebbe dato il via all'omonimo franchise, ma declinò poi l'invito ad apparire in un secondo episodio richiesto dalla NBC, e il personaggio venne sostituito dal capitano James T. Kirk, impersonato da William Shatner. Hunter apparve nella serie regolare nel doppio episodio L'ammutinamento, montato riutilizzato il materiale girato per il pilota Lo zoo di Talos.
Nel 1969 Hunter rimase ferito in un'esplosione avvenuta sul set del suo ultimo film, La vera storia di Frank Mannata, girato in Spagna. Rientrato negli Stati Uniti, fu ricoverato in seguito a persistenti disturbi dovuti a vertigini ed emicranie. Pochi giorni più tardi, tornato presso la sua residenza di Los Angeles, fu colpito da un'emorragia cerebrale, in seguito alla quale cadde dalle scale della propria abitazione riportando una grave frattura al cranio. Morì senza aver ripreso conoscenza il 27 maggio 1969 all'età di 42 anni. È sepolto nel Glen Haven Memorial Park di Sylmar, in California.

## Vita privata
Dal primo matrimonio nel 1950 con l'attrice Barbara Rush nel 1952 Hunter ebbe il figlio Christopher. Dopo il divorzio nel 1955 si risposò nel 1957 con la modella Dusty Bartlett, dalla quale ebbe altri due figli, Todd e Scott. Dopo il nuovo divorzio nel 1967 si sposò una terza volta nel 1969 con l'attrice Emily McLaughlin.

## Filmografia

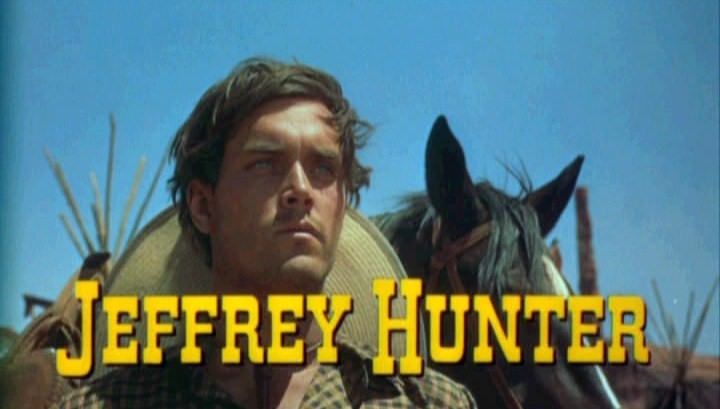
Jeffrey Hunter nel film Sentieri selvaggi (1956)

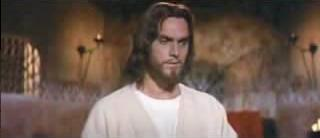
Jeffrey Hunter nel film Il re dei re (1961)

### Cinema
- Julius Caesar, regia di David Bradley (1950)
- 14ª ora (Fourteen Hours), regia di Henry Hathaway (1951)
- Butterfly americana (Call Me Mister), regia di Lloyd Bacon (1951)
- Le rane del mare (The Frogmen), regia di Lloyd Bacon (1951)
- Take Care of My Little Girl, regia di Jean Negulesco (1951)
- Duello nella foresta (Red Skies of Montana), regia di Joseph M. Newman (1952)
- Ragazze alla finestra (Belles on Their Toes), regia di Henry Levin (1952)
- Prigionieri della palude (Lure of the Wilderness), regia di Jean Negulesco (1952)
- Primo peccato (Dreamboat), regia di Claude Binyon (1952)
- Marinai del re (Single-Handed), regia di Roy Boulting (1953)
- Tre ragazzi del Texas (Three Young Texans), regia di Henry Levin (1954)
- La principessa del Nilo (Princess of the Nile), regia di Harmon Jones (1954)
- La vergine della valle (White Feather), regia di Robert D. Webb (1955)
- I sette ribelli (Seven Angry Men), regia di Charles Marquis Warren (1955)
- Le sette città d'oro (Seven Cities of Gold), regia di Robert D. Webb (1955)
- Sentieri selvaggi (The Searchers), regia di John Ford (1956)
- La grande sfida (The Proud Ones), regia di Robert D. Webb (1956)
- Le 22 spie dell'Unione (The Great Locomotive Chase), regia di Francis D. Lyon (1956)
- Giovani senza domani (A Kiss Before Dying), regia di Gerd Oswald (1956)
- Una pistola per un vile (Gun for a Coward), regia di Abner Biberman (1957)
- La vera storia di Jess il bandito (The True Story of Jesse James), regia di Nicholas Ray (1957)
- La strada dell'oro (The Way to the Gold), regia di Robert D. Webb (1957)
- Un urlo nella notte (No Down Payment), regia di Martin Ritt (1957)
- Conta fino a cinque e muori (Count Five and Die), regia di Victor Vicas (1957)
- L'ultimo urrà (The Last Hurrah), regia di John Ford (1958)
- In amore e in guerra (In Love and War), regia di Philip Dunne (1958)
- I dannati e gli eroi (Seargent Rutledge), regia di John Ford (1960)
- All'inferno per l'eternità (Hell to Eternity), regia di Phil Karlson (1960)
- Il cerchio della violenza (Key Witness), regia di Phil Karlson (1960)
- Man-Trap, regia di Edmond O'Brien (1961)
- Il re dei re (King of Kings), regia di Nicholas Ray (1961) - Gesù
- Il prigioniero di Guam (No Man Is an Island), regia di Richard Goldstone e John Monks Jr. (1961)
- Il giorno più lungo (The Longest Day), regia di Ken Annakin e Andrew Marton (1962) (con il nome di Jeff Hunter)
- Oro per i Cesari, regia di Sabatino Ciuffini (1963)
- Il codice della pistola (The Man from Galveston), regia di William Conrad (1963)
- Murieta John (Murieta), regia di George Sherman (1965)
- Cento dollari d'odio (Onkel Toms Hütte), regia di Géza von Radványi (1965) (voce, non accreditato)
- Un'idea per un delitto (Brainstorm), regia di William Conrad (1965) (con il nome di Jeff Hunter)
- Strange Portrait, regia di Jeffrey Stone (1966)
- Dimensione 5 (Dimension 5), regia di Franklin Adreon (1966)
- Una strega senza scopa (A Witch Without a Broom), regia di José María Elorrieta (1967) (con il nome di Jeff Hunter)
- Una guida per l'uomo sposato (A Guide for the Married Man), regia di Gene Kelly (1967)
- Lo sceriffo senza stella (The Christmas Kid), regia di Sidney W. Pink (1967)
- Custer eroe del West (Custer of the West), regia di Robert Siodmak (1967)
- Mash, la guerra privata del sergente O'Farrell (The Private Navy of Sgt. O'Farrell), regia di Frank Tashlin (1968)
- Joe... cercati un posto per morire!, regia di Giuliano Carnimeo (1968)
- Susanna... ed i suoi dolci vizi alla corte del re (Frau Wirtin hat auch einen Grafen), regia di Franz Antel (1968)
- Super Colt 38, regia di Federico Curiel (1969)
- La vera storia di Frank Mannata (Viva América!), regia di Javier Setó (1969)

### Televisione
- Climax! – serie TV, episodi 1x17-4x10 (1955-1957)
- The 20th Century-Fox Hour – serie TV, episodio 1x17 (1956)
- Pursuit – serie TV, episodio 1x05 (1958)
- Scacco matto (Checkmate) – serie TV, episodio 2x04 (1961)
- L'ora di Hitchcock (The Alfred Hitchcock Hour) – serie TV, episodio 1x02 (1962)
- La legge del Far West (Temple Houston) – serie TV, 26 episodi (1963-1964)
- Daniel Boone – serie TV, 1 episodio (1966)
- Star Trek – serie TV, episodi 1x00-1x15-1x16 (1964-1966) - Christopher Pike
- F.B.I. (The F.B.I.) – serie TV, 2 episodi (1965-1968)

## Doppiatori italiani
Nelle versioni in italiano dei suoi film, Jeffrey Hunter è stato doppiato da:
- Giuseppe Rinaldi in Il giorno più lungo, Il re dei re, Le rane del mare, Le sette città d'oro, Un urlo nella notte, La vera storia di Jess il bandito, La vergine della valle, Conta fino a cinque e muori, I dannati e gli eroi, La principessa del Nilo, Primo peccato, Prigionieri della palude, Una pistola per un vile, In amore e in guerra, Il cerchio della vendetta, Ragazze alla finestra, Marinai del re, Il prigioniero di Guam
- Pino Locchi in Duello nella foresta, La grande sfida, La 14ª ora, Giovani senza domani, Tre ragazzi del Texas, 22 spie dell'Unione, I sette ribelli, Una pistola per un vile
- Massimo Turci in Sentieri selvaggi, L'ultimo urrà
- Sergio Graziani in Murieta John
- Enrico Maria Salerno in La strada dell'oro
- Adalberto Maria Merli in Il codice della pistola
- Pierangelo Civera in Custer eroe del West
- Guido De Salvi in Star Trek